# Plectranthias longimanus
Plectranthias longimanus är en fiskart som först beskrevs av Weber, 1913.  Plectranthias longimanus ingår i släktet Plectranthias och familjen havsabborrfiskar. Inga underarter finns listade i Catalogue of Life.